# Lev Mosin
Lev Aleksandrovich Mosin (en russe : Лев Александрович Мосин ; né le 7 décembre 1992) est un athlète russe, spécialiste du 400 mètres.

## Biographie
Son meilleur temps est de 45 s 51, réalisé en emportant le titre de champion d'Europe espoirs sur 400 mètres à Tampere le 12 juillet 2013. Il remporte également le titre du relais 4 × 400 mètres aux côtés de Denis Nesmashnyi, Artem Vazhov et Nikita Uglov.
En 2013, aux Championnats du monde à Moscou, le relais 4 × 400 m composé de Mosin, Maksim Dyldin, Sergey Petukhov et Vladimir Krasnov remporte la médaille de bronze en 2 min 59 s 90 derrière les États-Unis et la Jamaïque.

## Palmarès
| Date | Compétition                       | Lieu      | Résultat | Épreuve   | Temps         |
| ---- | --------------------------------- | --------- | -------- | --------- | ------------- |
| 2013 | Championnats d'Europe espoirs     | Tampere   | 1er      | 400 m     | 45 s 51       |
| 2013 | Championnats d'Europe espoirs     | Tampere   | 1er      | 4 × 400 m | 3 min 04 s 63 |
| 2013 | Championnats du monde             | Moscou    | —        | 4 × 400 m | DQ            |
| 2014 | Championnats d'Europe par équipes | Brunswick | —        | 4 × 400 m | DQ            |

### Records
| Épreuve    | Épreuve      | Performance | Lieu    | Date            |
| ---------- | ------------ | ----------- | ------- | --------------- |
| 400 mètres | En plein air | 45 s 51     | Tampere | 12 juillet 2013 |
| 400 mètres | En salle     | 46 s 32     | Moscou  | 18 février 2014 |